# Szergej Vlagyimirovics Iljusin
Szergej Vlagyimirovics Iljusin (oroszul: Серге́й Владимирович Илью́шин (Oroszország, Gyiljalevo, Vologdai kormányzóság 1894. március 30. (az akkori orosz naptár szerint: március 18.) – Moszkva, 1977. február 9.) orosz/szovjet repülőgéptervező mérnök, akadémikus, tiszteletbeli vezérezredes. A róla elnevezett repülőgéptervező iroda alapítója.

## Életpálya
A falusi iskola elvégzése után többféle segédmunkát vállalt. 1910-ben a pétervári repülőtéren vállalt kubikus munkát, ahol a repülés szerelmese lett. 1914-ben a cári hadseregbe sorozzák, két évi kérelmezés után helyezték a repülőcsapatokhoz. Visszakerült a petrográdi repülőtérre, ahol motorszerelő-lakatos lett. Önerőből megtanult repülőgépet vezetni, 1917-ben pilótavizsgát tett. A forradalom oldalán harcolt. 1921-ben felvették a N. Je. Zsukovszkij Katonai Akadémiára, amit végig kiváló tanulmányi eredménnyel 1926-ban elvégzett. Kezdetben az Akadémia repülőgépépítő részlegének vezetője volt, ahol saját tervezésű vitorlázó-repülőgépeket épített. A megalakuló Kísérleti Tervező Iroda (OKB) vezetőhelyettese lett. 1931-ben a Központi Tervező Iroda (CKB) egyik tervezőirodájának vezetője lett. 1933-ban 50 munkatársával lehetőséget kapott önálló tervezőiroda vezetésére. A tervezőiroda 40 éves szolgálata alatt több mint ötven katonai és polgári repülőgéptípust tervezett, építését ellenőrizte. Csatarepülők, légcsavaros és sugárhajtású bombázók, utasszállító repülőgépek sora került ki a tervezőiroda rajzasztalairól.

## Repülőgépek
- vitorlázó-repülőgépek: AVF–4-, AVF–5-,  AVF–21 (AVF: Akadémiai Légiflotta), Il–32 (katonai szállító vitorlázó),
- vadászrepülőgépek: CKB–26-, CKB–32-, I–21,
- bombázó- és többfeladatos gépek: Il–2 Sturmovik (több mint harmincezres példányú tankölő)-, Il–4-, CKB–30-, DB–3,
- szállítógépek: Il–18-, Il–62-, Il–76

## Szakmai sikerek
- 1968-tól a Szovjet Tudományos Akadémia tagja
- a szocialista munka hőse - 1941, 1957, 1974,
- Sztálin Díj - 1941, 1942, 1943, 1946, 1947, 1950, 1952,
- Szovjetunió állam díja (1971)
- Lenin Díj - 1960
- Lenin-rendjel - 1937, 1941, 1945 1954 alatt kétszer 1964, 1971, 1974,
- Októberi Forradalom érdemrend - 1969
- Vörös Zászló érdemrend - 1944, 1950
- a munka Vörös zászlójának a rendjel - 1939
- a Vörös csillag rendjel - 1933, 1967